# Маунт Оса
Маунт Оса (енгл. Mount Ossa) је највиша планина на острву Тасманија. Висока је 1614 метара. Изграђена је од јурског дијабаза. Добила је име по планини Оса у Грчкој, која се појављује у грчкој митологији.